# 謝里登鎮區 (伊利諾伊州洛根縣)
謝里登鎮區（英語：Sheridan Township）是位於美國伊利諾伊州洛根縣的一個行政鎮區。

## 地方資料
根據2010年美國人口普查的數據，謝里登鎮區的面積為92.10平方千米，當中陸地面積為92.10平方千米，而水域面積為0.00平方千米。當地共有人口468人，而人口密度為每平方千米5.08人。